# توموكو تاناكا
توموكو تاناكا (باليابانية: 田中智子؛ بالكانا: たなか ともこ) هي راقصة على الجليد يابانية، ولدت في 25 يوليو 1958 في كاغوشيما في اليابان.

## وصلات خارجية
- توموكو تاناكا على موقع أوليمبيديا (الإنجليزية)